# Судові іни
Судо́ві і́ни (англ. Inns of Court) — традиційна форма самоорганізації адвокатського співтовариства в Англії та Уельсі.
Кожен повноправний адвокат («баристер») має вступити до однієї з чотирьох юридичних корпорацій або палат — Лінкольнз інн, Грейс-інн, Міддл-Темпл або Іннер-Темпл. Їхні будівлі займають велику територію на стику кордонів Сіті, Вестмінстера й Голборна, переважно навколо Темпла й судового двору.
Перші відомості про судові іни з'явилась у XIII столітті, тоді їх було не менше дюжини. Приватні повірені («соліситори») також об'єднувались в іни, але не судові, а канцелярські (Inns of Chancelery), що прикріплені до судів.
В Ірландії є тільки одна адвокатська палата — Кінгс-інн. У США судові іни не мають офіційного статусу й функціонують як комерційні фонди, хоча наприкінці 1970-их років голова Верховного суду США Воррен Бургер намагався розгорнути кампанію за їх створення.

## Галерея

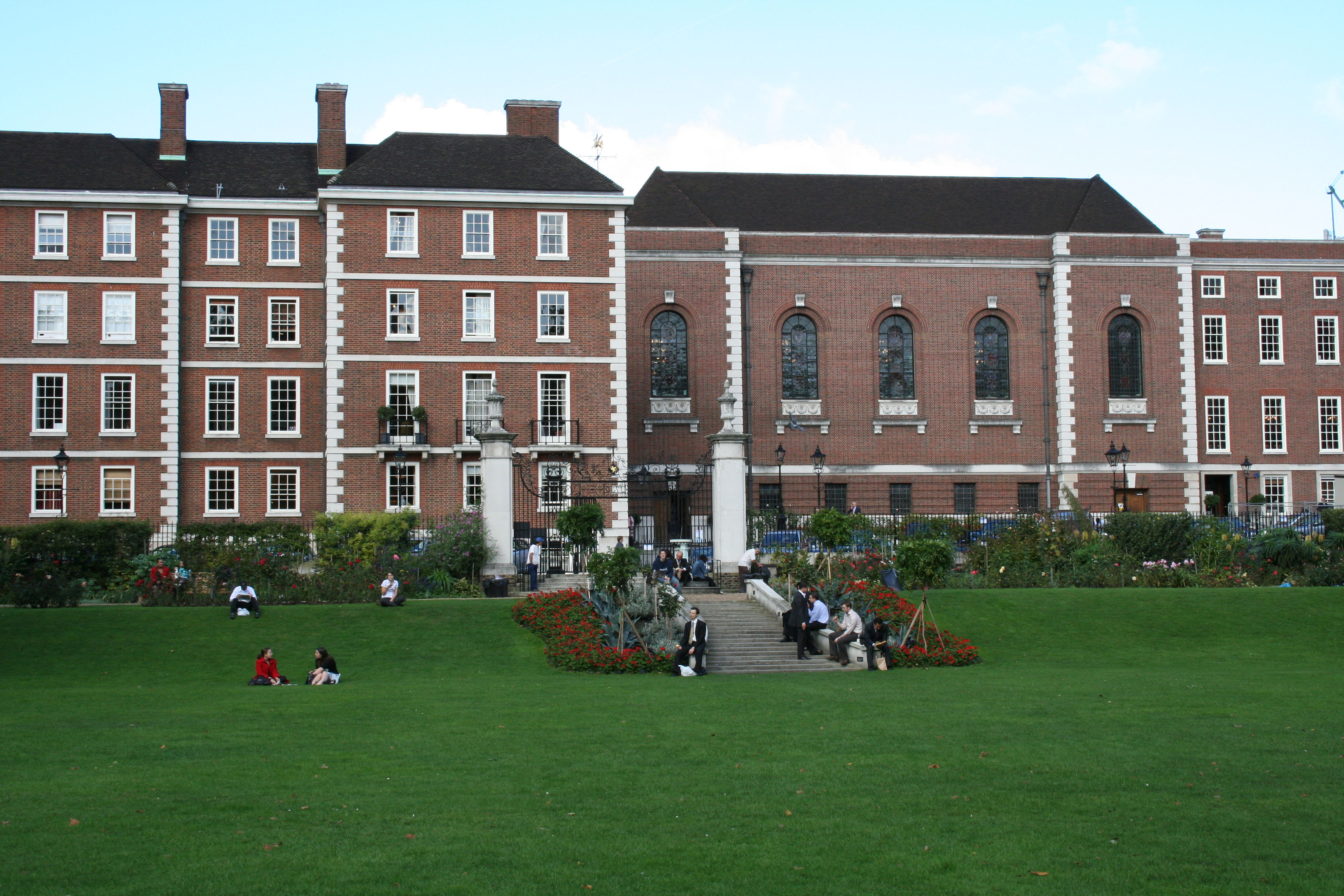
Іннер-Темпл
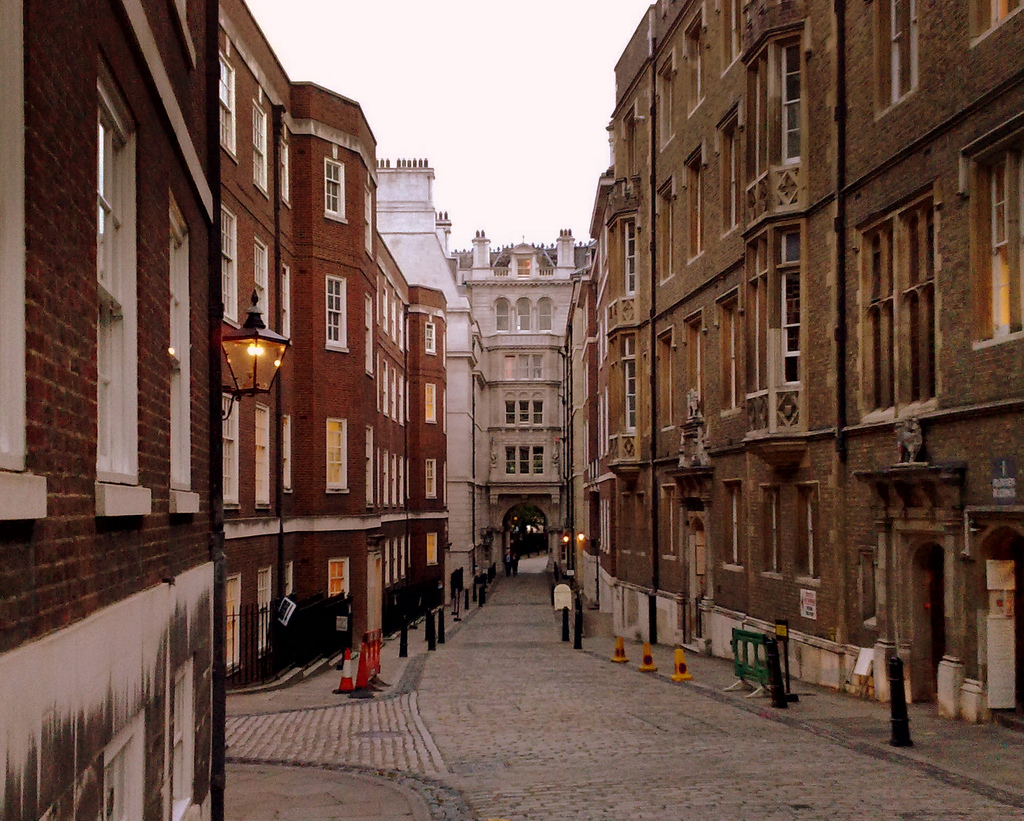
Міддл-Темпл
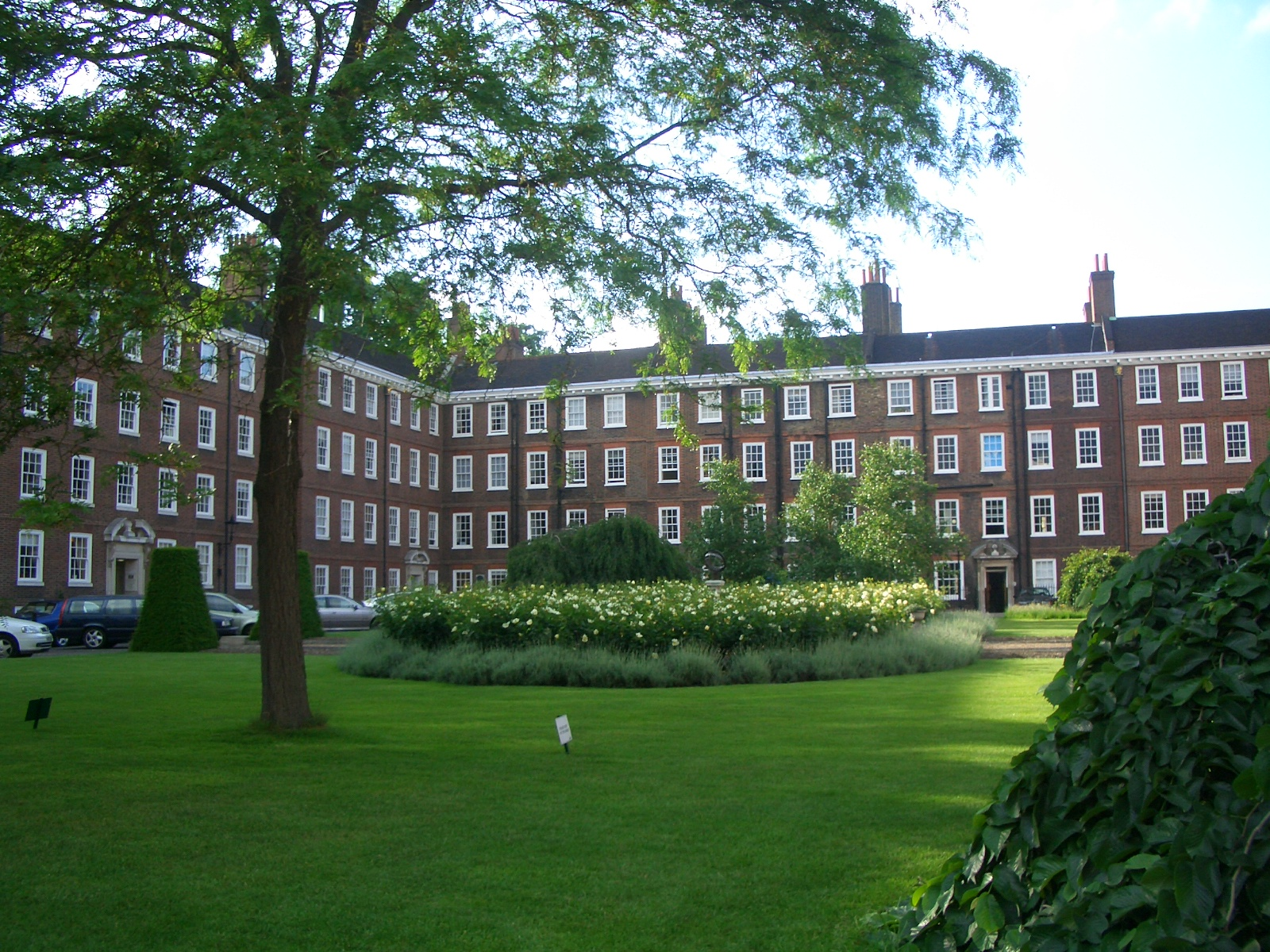
Грейс-інн